# Klaas van Nes
Klaas van Nes (Boskoop,  11 juni 1812 – aldaar, 17 september 1840) was een Nederlandse burgemeester.

## Leven en werk
Van Nes werd in 1812 in Boskoop geboren als zoon van Klaas van Nes en Aartje Oosthoek. In juni 1836 werd Van Nes – op 24-jarige leeftijd – benoemd tot secretaris en burgemeester van de nabij Reeuwijk gelegen gemeente Middelburg. Hij volgde in die functie zijn in maart 1836 overleden oom Jan van Nes Klaaszoon op. Van Nes overleed in september 1840 op 28-jarige leeftijd in zijn woonplaats Boskoop. Hij werd als burgemeester opgevolgd door Anthony Henricus Ravensteijn Medenblik, de stiefzoon van zijn oom Jan van Nes Klaaszoon.